# Arno Fabre
Arno Fabre, né le 24 août 1970 à Limoges, est un artiste contemporain français. Il vit et travaille à Toulouse. Il a été diplômé de l’École nationale supérieure Louis-Lumière en 1990 (section photographie), et a été résident au Fresnoy – Studio national des arts contemporains de 2001 à 2003. Son travail est invité en France et à l’étranger (Saint-Pétersbourg, Amsterdam, Monaco, Barcelone, Courtrai, Mons, Genève, Zagreb, Belgrade…), lors d’expositions d’art contemporain, de festivals de musique contemporaine, de marionnettes ou d’art électronique.

Biographie disponible sur son site personnel :
" Arno Fabre aurait pu être cowboy cascadeur pour le cinéma, ornithologue en Antarctique, alpiniste tentant de gravir l'Annapurna, tailleur de pierre au XIe siècle, apprenti anthropologue en Amazonie ou chasseur-cueilleur au néolithique. Finalement, il a conduit les tracteurs, fait du vélo, démonté le piano, étudié à Louis Lumière et au Fresnoy. Aujourd'hui, il vit à Toulouse, fait toujours du vélo et réalise des œuvres qu'il expose de par le monde, que ce soit des installations sonores complexes, des photographies de paysages ou même de simples textes écrits au mur. " 

## Liste des œuvres
- 2001 – Les muscles font leur travail : texte, photographie et radiophonie
- 2002 – Border line : photographie
- 2002 – Contre nature Lois & paysages : photographie
- 2003 – Composition pour trois radios : installation sonore
- 2003 – Dropper01 : installation sonore
- 2004 – Conte pour radios et robinets : installation sonore
- 2005 – Tunning Landscape #1 : intervention rurale et éphémère
- 2006 – Baudruche : installation vidéo
- 2006 – Le chant des Sirènes : installation vidéo
- 2006 – Astragale Zénon l'arpenteur : installation sonore
- 2006 – Bassines, périphérique et chasse gardée : composition musicale pour Dropper01
- 2007 – Les Souliers - quintet : installation sonore
- 2008 – Chemins dans la cabane : intervention sonore
- 2008 – Paysage sous surveillance : intervention paysagère
- 2008 – La Mise en Valeur : intervention rurale et éphémère
- 2008 – Les Souliers (version grand ensemble) : installation sonore[12]
- 2009 – Tourisme balnéaire : intervention littorale et éphémère
- 2009 – The Evergreen : installation archéologique
- 2009 – SSI ou Du recouvrement plus ou moins aléatoire des tableaux noirs : fresque
- 2009 – Loup y es-tu ? : installation
- 2010 – La chambre d’Étienne : installation réalisée dans la maison La-Boétie à Sarlat en Dordogne[13]
- 2011 – Le BUP (banc d'utilité publique) : mobilier urbain
- 2012 – Psychanalyse pastorale : installation
- 2012 – Le bélier de l'Homme aux loups : installation sonore
- 2012 – Translations ou Du poème biblique : impression typographique
- 2012 – Arpenter l'Uncanny Valley : conférence exposition
- 2013 – Cloche : sculpture sonore
- 2014 – La Machine Fleuve : concert - collaboration avec Boris Filanovsky
- 2014 – Astragale Zénon arpente la séparation : installation sonore
- 2014 – Se bien constituer : série d'affiches
- 2014 – À la française (laïcité) : série d'affiches (laïcité)
- 2016 – Article 28 : sculpture monumentale pour l'espace public
- 2016 – Loup y es-tu ? (deuxième version) : livre + vidéo
- 2016 – SalonCuisine : concert-performance - collaboration avec Audrey Ginestet
- 2017 – 5000 soles de oro, Perù : sérigraphie
- 2017 – Pour l'artiste : sculpture sonore

- 2017 – L'argent, ça travaille : texte, et installation sonore
- 2017 – Conversation à contre-jour autour d'une tasse de thé : vidéo
- 2017 – Ne surtout pas l'ignorer #5 : affiches dans l'espace public
- 2017 – Les babils de Babel ou Du retournement des choses : texte, sculpture et installation sonore
- 2019 – Poèmes CHAN : impressions sur papier
- 2020 – BIBILOLO, opéra de chambre en douze tableaux pour objets manipulés et claviers électroniques : opéra / théâtre musical - collaboration avec le compositeur Marc Monnet